# David Plunket Greene
David Plunket Greene (19. listopadu 1904 – 24. února 1941) byl spolu se svým bratrem Richardem a sestrou Olivií součástí skupiny The Bright Young Things, která inspirovala román rodinného přítele Evelyna Waugha "Vile Bodies".

## Životopis
David Plunket Greene se narodil 19. listopadu 1904 jako syn Harryho Plunketa Greena a Gwendoline Maud Parry. James Knox popsal Davida a jeho staršího bratra Richarda jako „divoký nezodpovědný pár, který nikdy nezažil žádnou formu rodičovské kontroly“.
Navštěvoval West Downs School, Harrow School a poté Oxfordskou univerzitu, kde byl jeho bratr Richard Plunket Greene velmi dobrým přítelem Evelyn Waugha. V Oxfordu byl Plunket Greene součástí Railway Club a klubu Hypocrites' Club. Když v květnu 1925 úřady nařídily uzavření Hypocrites' Club, David Plunket Greene si pronajal bývalé klubové prostory. Román "Vile Bodies" z roku 1930, satirizující skupinu The Bright Young Things, dekadentní mladou londýnskou společnost mezi první a druhou světovou válkou, je částečně inspirován rodinou Plunket Greene.

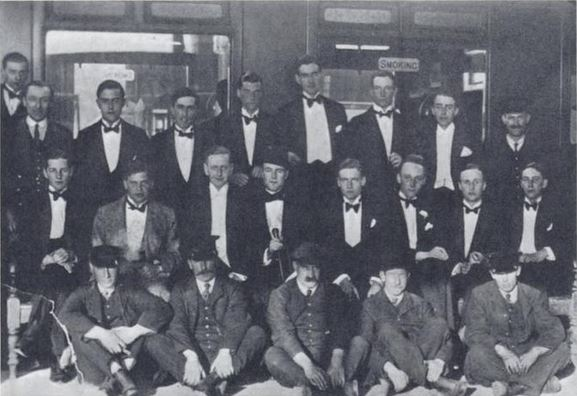
Railway Club at Oxford, John Sutro, Harold Acton. Zleva doprava vzadu: Henry Yorke, Roy Harrod, Henry Weymouth, David Plunket Greene, Harry Stavordale, Brian Howard; prostřední řada: Michael Rosse, John Sutro, Hugh Lygon, Harold Acton, Bryan Guinness, Patrick Balfour, Mark Ogilvie-Grant, Johnny Drury-Lowe

David Plunket Greene byl „dandy oddaný všemu, co bylo módní“. Jeho bratrancem byl Hugh Lygon, a proto byl často hostem na Madresfield Court. Lygon a David se společně zúčastnili West Downs a společně se rozhodli jít do Oxfordu.
Sourozenci Plunket Greene, Richard, Olivia a David, často jezdili do New Yorku, navštěvovali harlemské kluby. David Plunket Green byl také jazzový hudebník.
V roce 1926 se oženil s Marguerite McGustie, přezdívanou „Babe“, dcerou W. McGustieho. Byla důležitou osobou v The Bright Young Things, ve společnosti svých přátel Sylvie Ashleyové a Elizabeth Ponsonbyové, Davidovy sestřenice. Manželství trvalo krátce, rozvedli se v říjnu 1928 a již v květnu 1929 Babe Plunket Greene oznamovala zasnoubení s hrabětem Anthonym de Bosdari, bývalým snoubencem herečky Tallulah Bankhead.
Blackbirds Party at David Plunket Greene's, Somewhere in Knightsbridge je obraz z roku 1927 od Anthonyho Wysarda, který je v současné době v Národní galerii v Londýně.
David Plunket Greene spáchal sebevraždu 24. února 1941. Je pohřben na hřbitově St. Andrew Churchyard, Hurstbourne Priors, Hampshire, poblíž svého otce a bratra Richarda.